# پابزرگ نیکوبار
پابزرگ نیکوبار یا بوته‌مرغ نیکوبار (نام علمی: Megapodius nicobariensis) یک مرغ پابزرگ است که در برخی از جزایر نیکوبار (هند) یافت می‌شود. مانند دیگر خویشاوندان مرغ پابزرگ، لانه تپه‌ای بزرگی با خاک و پوشش گیاهی می‌سازد و تخم‌ها در اثر گرمای حاصل از تجزیه از تخم بیرون می‌آیند. جوجه‌های تازه بیرون آمده از خاک سست تپه بالا می‌روند و پردار می‌شوند و توانایی پرواز دارند. جزایر نیکوبار در لبه پراکندگی مرغ پابزرگ قرار دارند و به خوبی از نزدیک‌ترین محدوده دیگر گونه‌های مرغ پابزرگ جدا شده‌اند. این گونه که محدود به جزایر کوچک است و شکار آن را تهدید می‌کند، در معرض انقراض است. اعتقاد بر این است که سونامی سال ۲۰۰۴ جمعیت برخی از جزایر را از بین برده و در چندین جزیرهٔ دیگر، جمعیت را کاهش داده است.

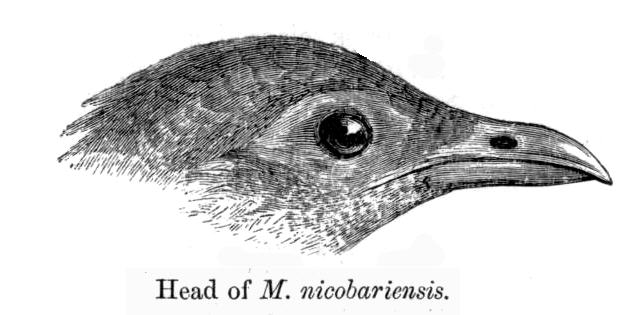
نگاره سر

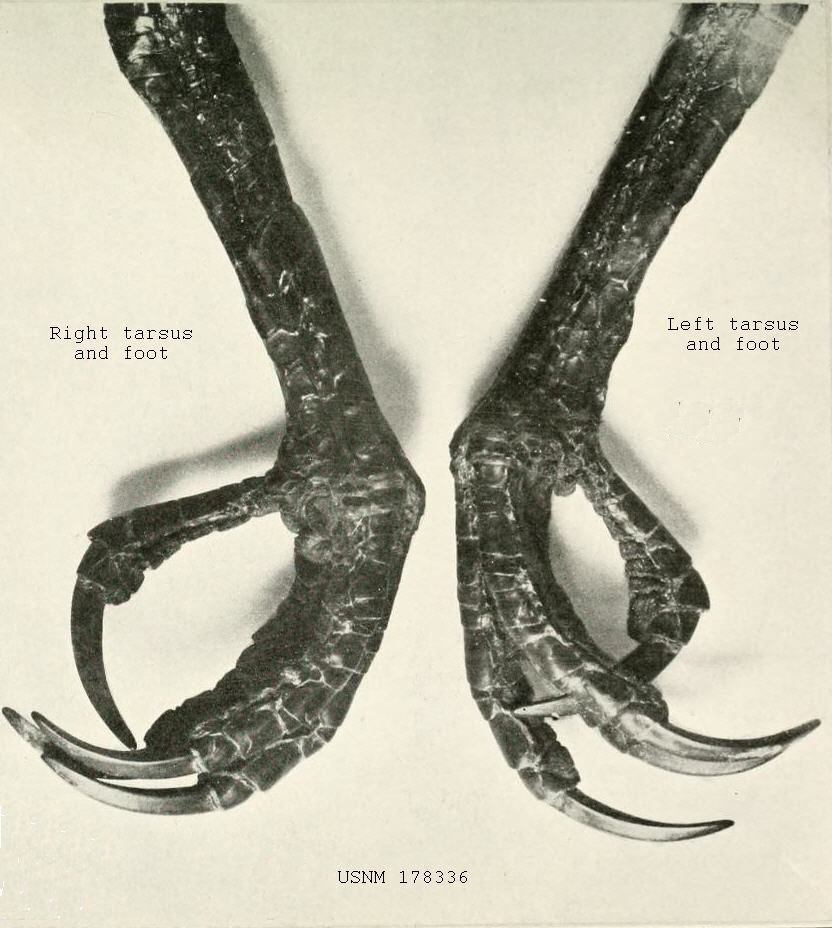
پاها و انگشتان یک نمونه موزه

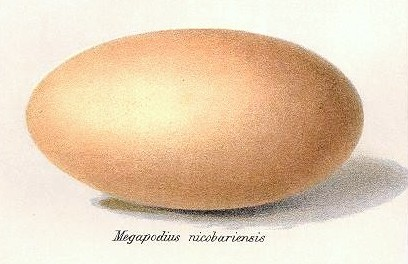
تخم بیضی شکل است